# Aqueducs de Cantalloc
Les aqueducs de Cantalloc sont une série d'aqueducs situés à quatre kilomètres de la ville de Nazca au Pérou. Construits par la civilisation Nazca, il en est dénombré plus de quarante.
Ils font partie d'un système d'aqueducs du même type appelés « pukios ».
Les aqueducs assuraient l'approvisionnement en eau de la ville de Nazca et des champs environnants, permettant la culture dans cette région aride.

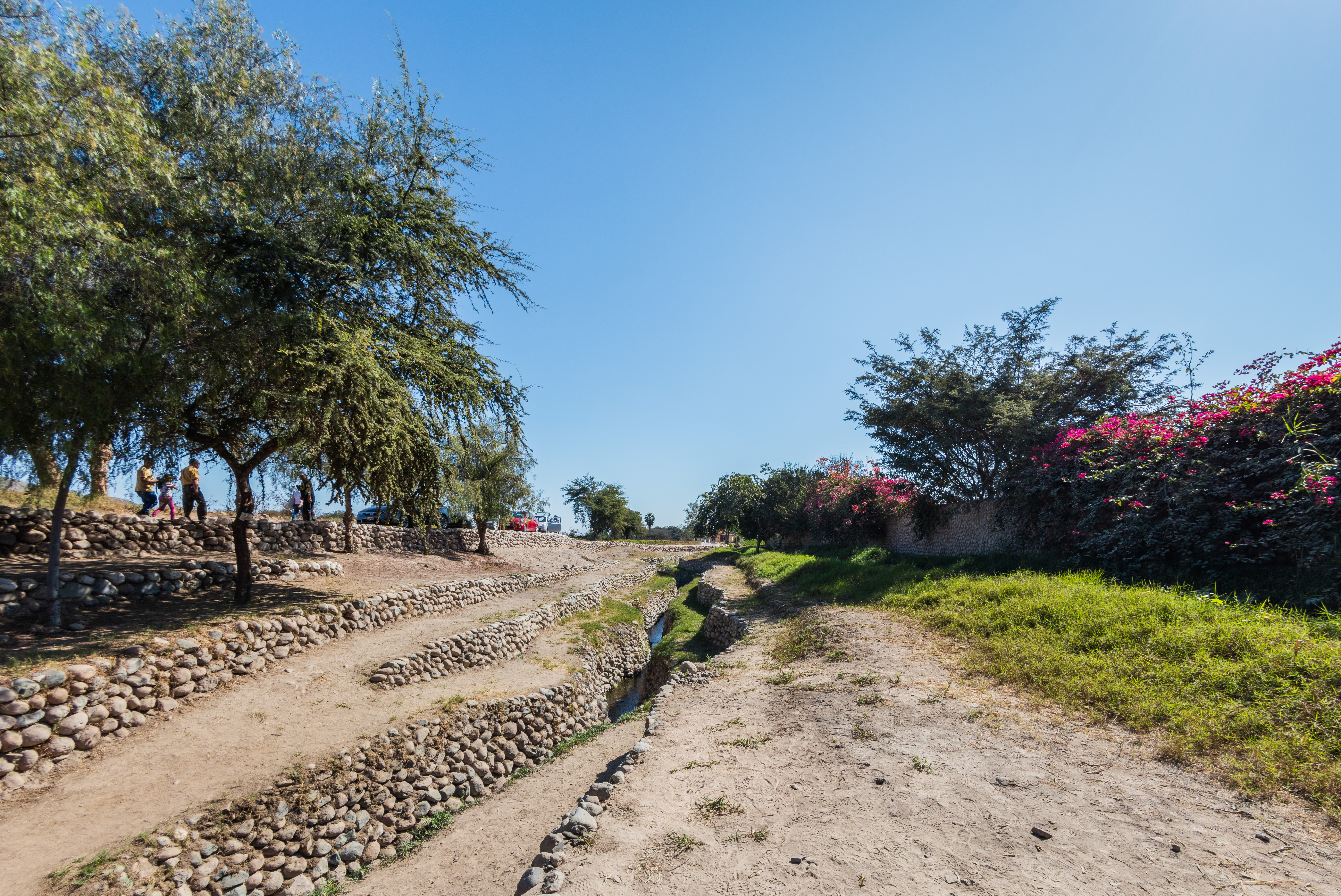
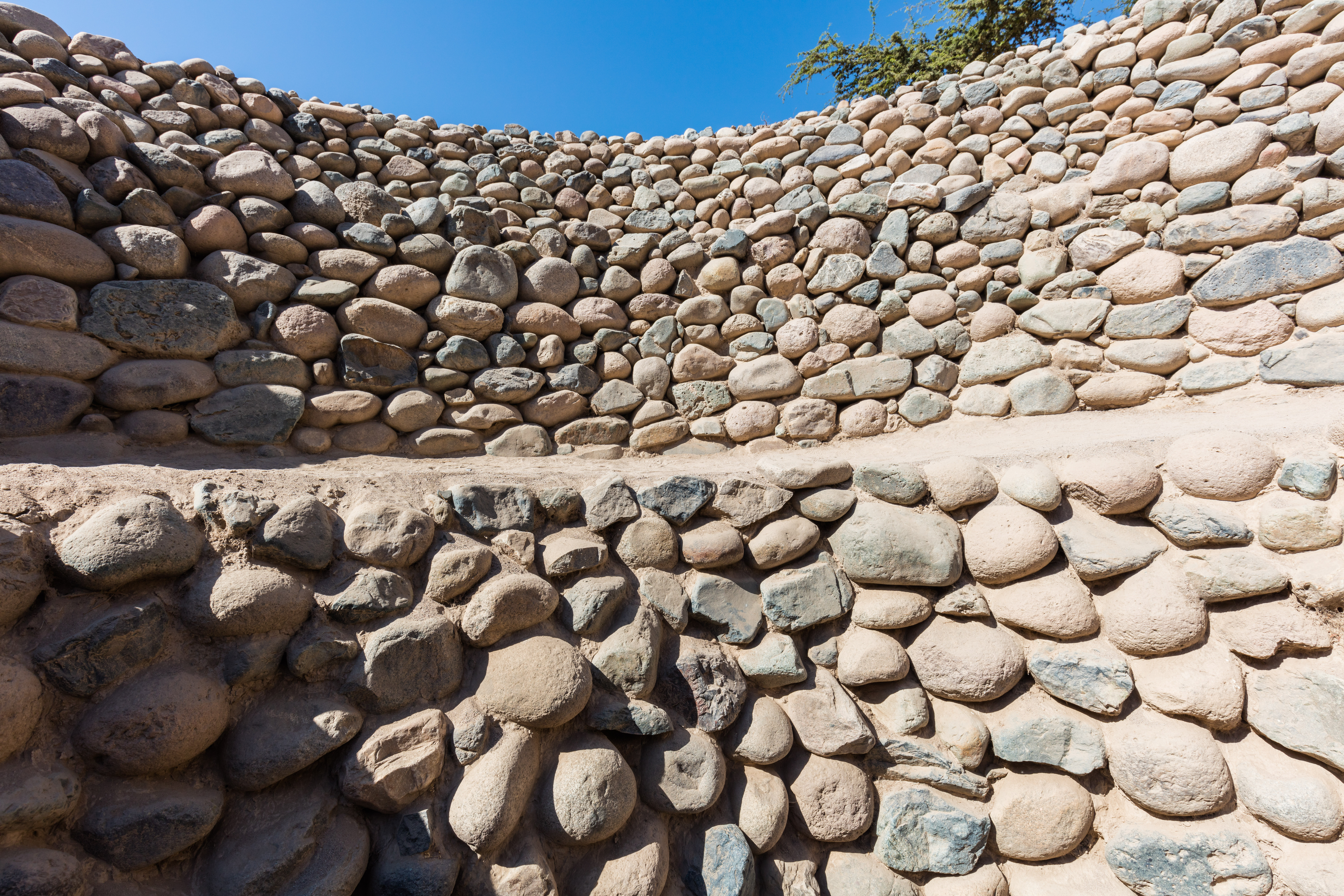
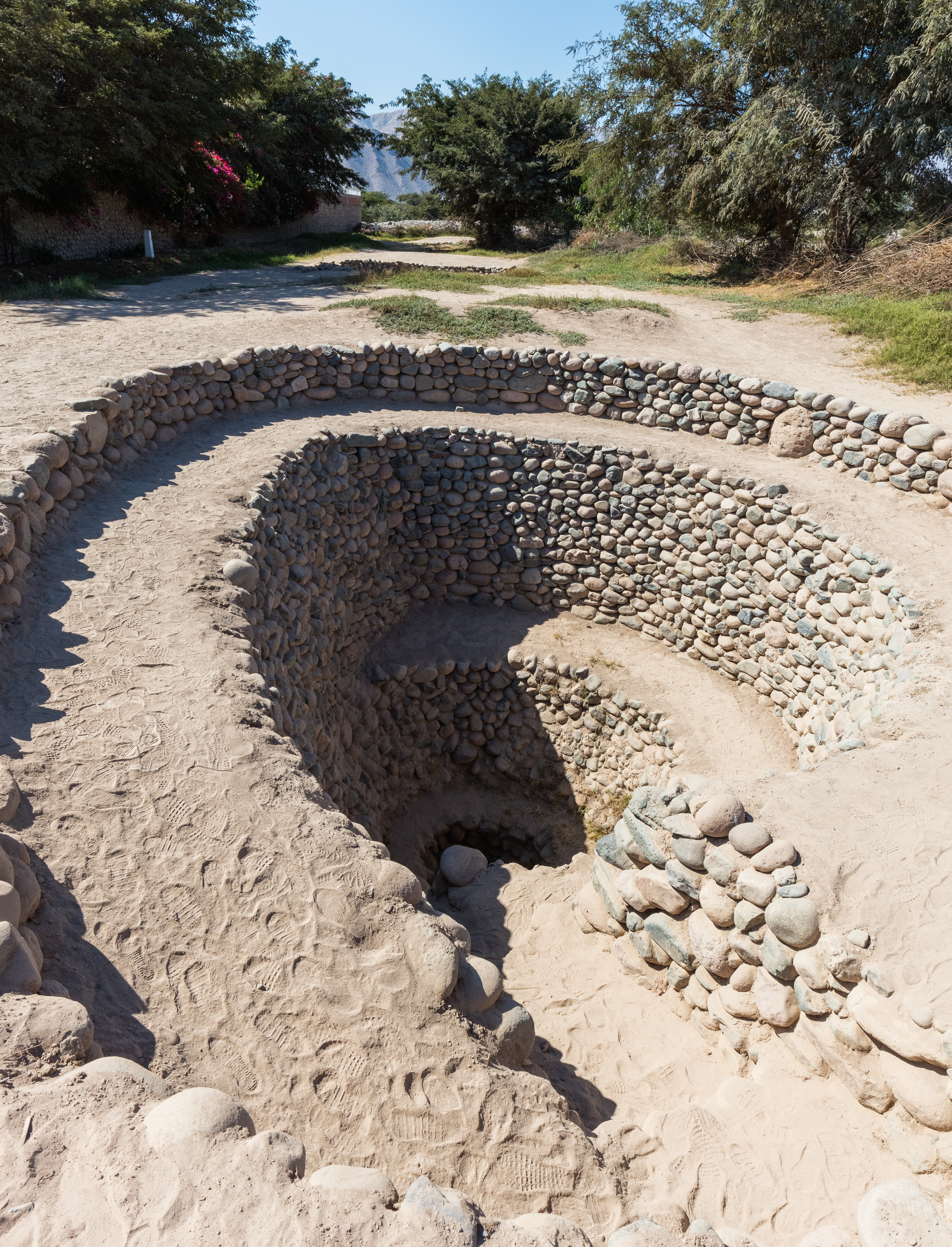
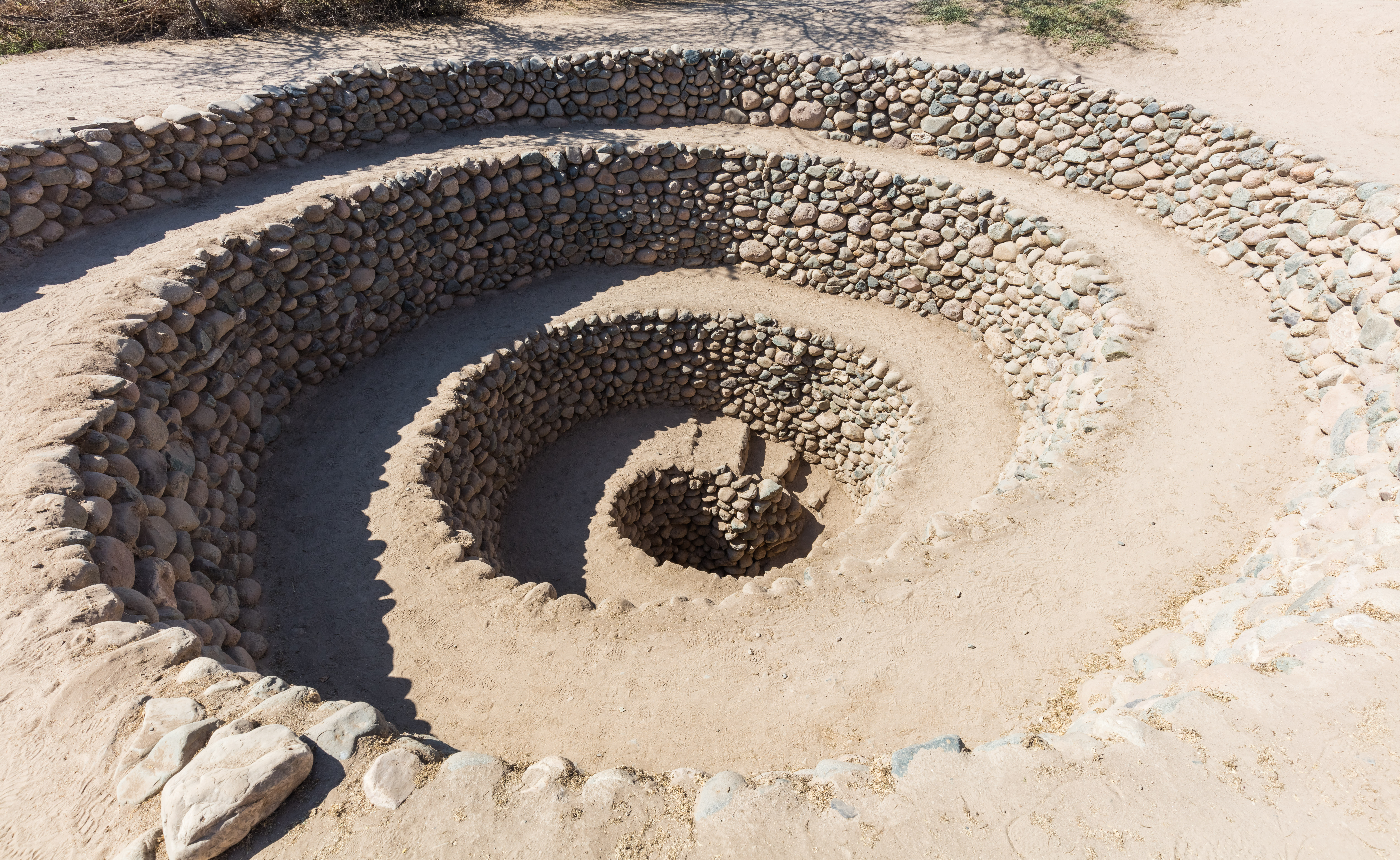
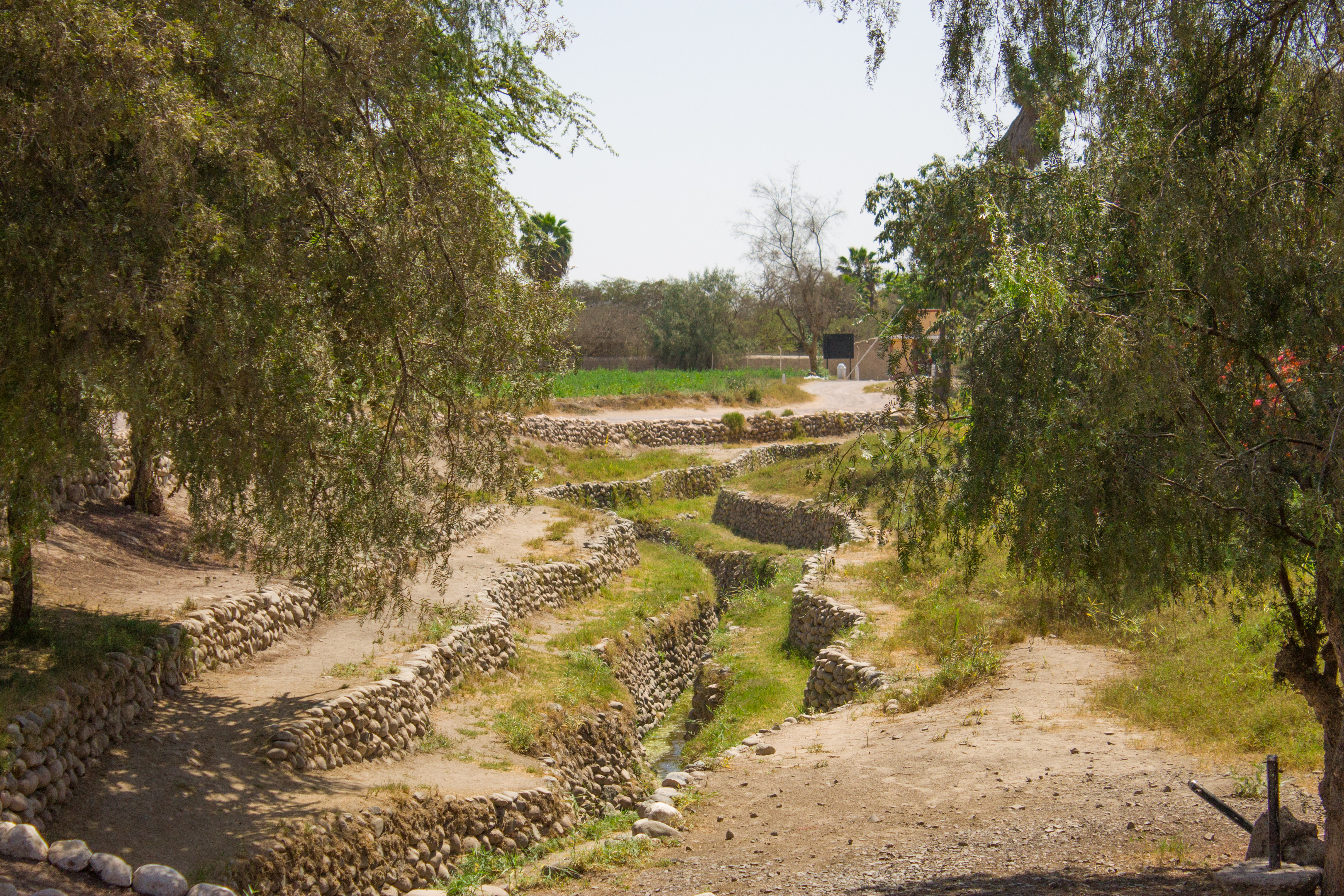
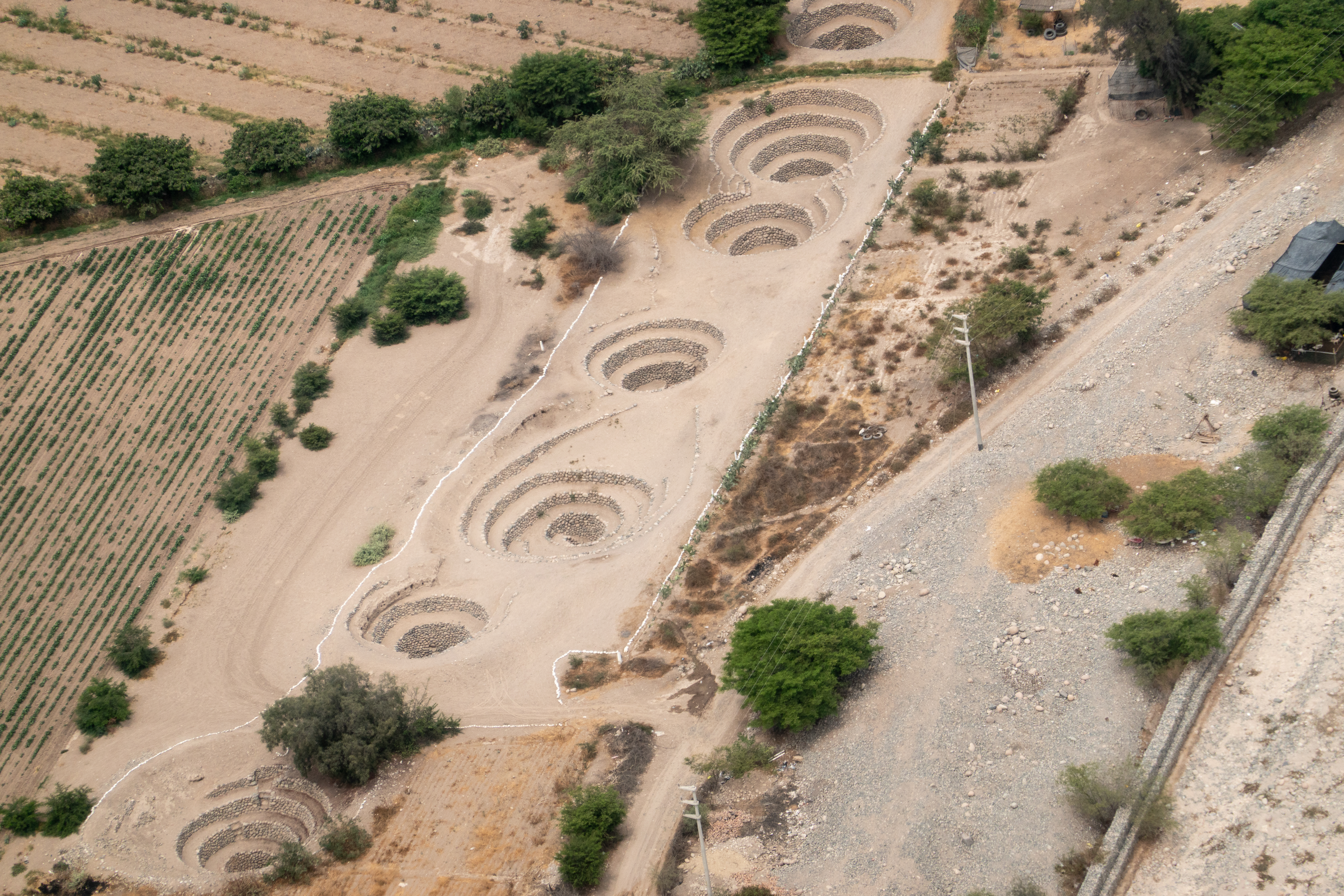